# Further Down the Spiral
Further Down the Spiral (в пер. з англ. Далі вниз по спіралі) — реміксовий альбом американського індастріал-гурту Nine Inch Nails, що вийшов у червні 1995 року. Further Down the Spiral є десятим офіційним релізом Nine Inch Nails і містить ремікси на композиції альбому The Downward Spiral. Існують дві версії альбому, Halo 10 (вийшла в США) та Halo 10 V2 (вийшла в Японії, Австралії та Великої Британії); версії відрізняються списком композицій.

## Про альбом
Further Down the Spiral став найпопулярнішим альбомом реміксів Nine Inch Nails та 26 червня 1996 року отримав золоту сертифікацію за більш ніж 500.000 проданих копій лише в США. У процесі реміксування брали участь Aphex Twin, Джей Джі Серлвелл, Рік Рубін, Дейв Наварро та Coil.
Диск містить ремікси на «Mr. Self Destruct», «Piggy», «Hurt», «Eraser», «The Downward Spiral», «Heresy», «Reptile», і «Ruiner», а також дві орігіналние композиції Aphex Twin та кілька додаткових композицій.

### «At the Heart of It All» і «The Beauty of Being Numb»
«At the Heart of It All» і «The Beauty of Being Numb» — є не реміксами, а скоріше самостійними композиціями Aphex Twin, які доступні на «Further Down the Spiral». Серед прихильників гурту поширена думка, що трек «At the Heart of It All» є даниною поваги групі Coil, оскільки композиція дуже схожа на однойменну композицію англійців з їх альбому Scatology. Пізніше, сокрашенние версії цих двох треків з'явилися на альбомі Aphex Twin 26 Mixes for Cash.

## Список композицій

### Halo 10
| #   | Назва                                          | Реміксування                                                                  | Тривалість |
| --- | ---------------------------------------------- | ----------------------------------------------------------------------------- | ---------- |
| 1.  | «Piggy (Nothing Can Stop Me Now)»              | Рік Рубін, гітара Дейв Наварро                                                | 4:02       |
| 2.  | «The Art of Self Destruction, Part One»        | Шон Біва, Брайан Поллак                                                       | 5:41       |
| 3.  | «Self Destruction, Part Two»                   | Джей Джі Серлвелл                                                             | 5:37       |
| 4.  | «The Downward Spiral (The Bottom)»             | Джон Беланс, Пітер Кристоферсон, Дрю МакДауелл, Денні Хайд                    | 7:28       |
| 5.  | «Hurt (Quiet)»                                 | Трент Резнор                                                                  | 5:08       |
| 6.  | «Eraser (Denial; Realization)»                 | Беланс, Кристоферсон, МакДауелл, Хайд                                         | 6:33       |
| 7.  | «At the Heart of It All» (створено Aphex Twin) |                                                                               | 7:14       |
| 8.  | «Eraser (Polite)»                              | Беланс, Кристоферсон, МакДауелл, Хайд                                         | 1:15       |
| 9.  | «Self Destruction, Final»                      | Серлвелл                                                                      | 9:52       |
| 10. | «The Beauty of Being Numb»                     | section a ремікшіровано NIN, Біваном, Поллаком; section b створено Aphex Twin | 5:06       |
| 11. | «Erased, Over, Out»                            | Беланс, Кристоферсон, МакДауелл, Хайд                                         | 6:00       |

### Halo 10 V2
| #   | Назва                                                                   | Реміксування                          | Тривалість |
| --- | ----------------------------------------------------------------------- | ------------------------------------- | ---------- |
| 1.  | «Piggy (Nothing Can Stop Me Now)»                                       | Рубін, гітара Наварро                 | 4:02       |
| 2.  | «The Art of Self Destruction, Part One»                                 | NIN, Біва, Поллак                     | 5:41       |
| 3.  | «Self Destruction, Part Three»                                          | Серлвелл                              | 3:28       |
| 4.  | «Heresy (Version)»                                                      | Чарлі Клоузер                         | 5:19       |
| 5.  | «The Downward Spiral (The Bottom)»                                      | Беланс, Кристоферсон, МакДауелл, Хайд | 7:28       |
| 6.  | «Hurt (Live)»                                                           |                                       | 5:07       |
| 7.  | «At the Heart of It All» (створено Aphex Twin)                          |                                       | 7:14       |
| 8.  | «Ruiner (Version)»                                                      | Клоузер                               | 5:35       |
| 9.  | «Eraser (Denial; Realization)»                                          | Беланс, Кристоферсон, МакДауелл, Хайд | 6:33       |
| 10. | «Self Destruction, Final»                                               | Серлвелл                              | 9:52       |
| 11. | «Reptilian» (Тільки на японській версії; на синглі «March of the Pigs») | Дейв Огілві                           | 8:39       |

## Позиції в чартах та сертифікації

### Чарти
| Чарт (1995)           | Вища позиція |
| --------------------- | ------------ |
| The Billboard 200     | 23           |
| Canadian Albums Chart | 46           |

| Країна          | Сертифікація |
| --------------- | ------------ |
| Велика Британія | Золота       |
| США             | Золота       |

## Додаткові факти
- При перемотці вперед на звичайному програвачі компакт-дисків в композиції «Erased. Over. Out» можна чітко почути рядки «Erase me» (англ. Зітри мене).